# Isabel Fernandina de Borbón
Isabel Fernandina de Borbón y Borbón-Dos Sicilias (Aranjuez, 18 de mayo de 1821 - París, 9 de mayo de 1897) fue una infanta de España y Condesa Gurowska por su matrimonio con el conde polaco Ignacio Gurowski

## Biografía

### Infancia
Isabel Fernanda de Borbón nació en el Palacio Real de Aranjuez el 18 de mayo de 1821, en los inicios del Trienio Liberal, siendo bautizada en el mismo día imponiéndosele los nombres de Isabel Fernandina Josefa Amalia y apadrinada por sus abuelos, los duques de Calabria. Era hija del infante Francisco de Paula de Borbón y la esposa de éste, la infanta Luisa Carlota. Los abuelos de Isabel Fernanda eran, por vía paterna, el rey Carlos IV de España y su mujer, María Luisa de Parma, y por vía materna el entonces duque de Calabria y futuro rey Francisco I de las Dos Sicilias y la infanta María Isabel de Borbón, hija a su vez de Carlos IV de España. El padre de doña Isabel Fernanda era por lo tanto tío de su propia esposa.

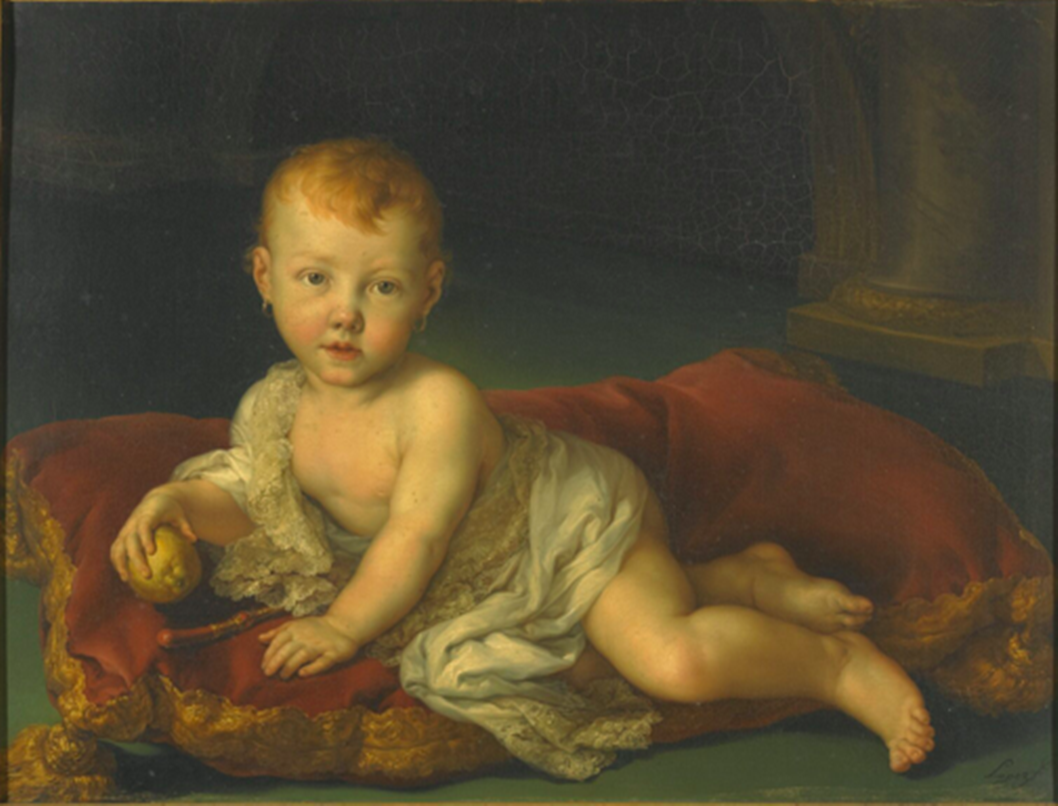
Isabel Fernandina niña, por Vicente López Portaña.

Debido a que las Cortes de Cádiz habían eliminado a su padre de la sucesión al trono en 1812, nació sin el rango de infanta, hasta que en 1824, su tío Fernando VII elevó a todos los hijos nacidos y por nacer de su hermano menor al rango de infante de España. Así, la infanta creció en el seno de una familia totalmente dominada por su madre, en el que las rencillas domésticas con la familia del infante Carlos María eran constantes. Isabel Fernandina vivió la muerte de su tío Fernando en 1833 y la proclamación de su prima, Isabel II, como reina, así como todo lo relativo a las guerras carlistas. Debido a un enfrentamiento entre su madre y su tía, la reina María Cristina, la familia de Francisco de Paula marchó al exilio en 1838.

### Proyectos matrimoniales y exilio
En un primer momento se pensó en Isabel Fernanda como una posible esposa para su tío, el rey Fernando II de las Dos Sicilias, cosa que fracasó. También se pensó en ella para el duque de Nemours o para su hermano, el duque de Chartres, pero fue descartada porque era pelirroja y delgada. La reina Luisa de Bélgica, hermana de los príncipes, escribió a su madre, la reina María Amelia de Borbón-Dos Sicilias:

Os envío su retrato [de Isabel], que Leopoldo [rey de Bélgica] encontró horrible. Su cabello, especialmente, es aterrador en términos de los hijos que tendrá. Si toda su familia es pelirroja, esto los afectará [también].

En París, la infanta conoció al conde Ignacio Gurowski. No está muy claro cómo se produjo el encuentro, pero seguramente fue en uno de los muchos salones que ambos frecuentaban. Él tenía en aquel entonces un ménage à trois con un británico y con el Marqués de Custine y estaba fichado por la policía. La relación de ambos jóvenes causó escándalo, por lo que los infantes padres decidieron internar a su hija en el Couvent des Oiseaux, de donde ella se escapó el 8 de mayo de 1841, disfrazada de sirviente, fugándose con Gurowski. Inmediatamente, el rey Luis Felipe de los franceses ordenó la detención de la pareja en Namur. Pero no hubo más remedio, debido al escándalo y a las dudas de si ella había perdido la virginidad, de permitir el matrimonio, que se realizó en Dover, Reino Unido, el 6 de junio de ese mismo año. 
Al ser un matrimonio que incumplía la Pragmática Sanción de 1776, no fue reconocido por España y pasaron a residir a Bruselas, acogidos por el rey Leopoldo I de Bélgica y su esposa  Luisa de Orleans.
La pareja tuvo ocho hijos:
- María Luisa Gurowska y Borbón, condesa Gurowska (Bruselas, 11 de septiembre de 1842 - Madrid, 10 de diciembre de 1877), casada con Vicente Bertrán de Lis y Derret, con descendencia.
- Carlos Luis Gurowski y de Borbón, conde Gurowsky (Laeken, 20 de marzo de 1846 - Laeken, 16 de junio de 1846)
- María Isabel Gurowska y de Borbón, condesa Gurowska (Bruselas, 10 de junio de 1847 - Madrid, 11 de febrero de 1925), casada con Charles Allen-Perkins, con descendencia, y en segundas nupcias con José María Díaz-Martín y Tornería, sin descendencia.
- Fernando Gurowsky y de Borbón, I marqués de Bondad Real (Bruselas, 7 de agosto de 1848 - Amorebieta, 4 de noviembre de 1875), no se casó ni dejó descendencia.
- Carlos Federico Gurowsky y de Borbón, conde Gurowski (Bruselas, 13 de marzo de 1854 - Madrid, 31 de diciembre de 1855).
- Augusto Gurowsky y de Borbón, conde Gurowski (Madrid, 6 de octubre de 1855 - Málaga, 21 de mayo de 1890), no se casó ni tuvo descendencia.[6]
- Luis Antonio Gurowsky y de Borbón, conde Gurowski (Madrid, 10 de diciembre de 1856 - Madrid, octubre de 1858).
- María Cristina Gurowska y de Borbón, condesa Gurowska (Madrid, 22 de agosto de 1860 - Madrid, 28 de febrero de 1901), casada con Bartolomeu da Costa Macedo Giraldes Barba de Menezes, II vizconde de Trancoso, con descendencia.

## Títulos y órdenes

### Títulos
- 18 de mayo de 1821 - 28 de noviembre de 1823: Su Excelentísima Señora doña Isabel Fernanda de Borbón.[7]

- 28 de noviembre de 1823 - 6 de junio de 1841: Su Alteza Real la Serenísima Señora Infanta doña Isabel Fernanda de Borbón.[7]

- 6 de junio de 1841 - 9 de mayo de 1897: Su Alteza Real la Serenísima Señora Infanta doña Isabel Fernanda de Borbón, condesa Gurowska.

### Órdenes
- 18 de mayo de 1821: Dama de la Orden de las Damas Nobles de la Reina María Luisa.[8]

## Ancestros
|  |                                                    |  |  |  |  |  |  |  |  |  |  |  |  |  |  |  |
|  | 16. Felipe V de España (= 20)                      |  |  |  |  |  |  |  |  |  |  |  |  |  |  |  |
|  |                                                    |  |  |  |  |  |  |  |  |  |  |  |  |  |  |  |
|  |                                                    |  |  |  |  |  |  |  |  |  |  |  |  |  |  |  |
|  | 8. Carlos III de España (= 24 = 28)                |  |  |  |  |  |  |  |  |  |  |  |  |  |  |  |
|  |                                                    |  |  |  |  |  |  |  |  |  |  |  |  |  |  |  |
|  |                                                    |  |  |  |  |  |  |  |  |  |  |  |  |  |  |  |
|  | 17. Isabel de Farnesio (= 21)                      |  |  |  |  |  |  |  |  |  |  |  |  |  |  |  |
|  |                                                    |  |  |  |  |  |  |  |  |  |  |  |  |  |  |  |
|  |                                                    |  |  |  |  |  |  |  |  |  |  |  |  |  |  |  |
|  | 4. Carlos IV de España (= 14)                      |  |  |  |  |  |  |  |  |  |  |  |  |  |  |  |
|  |                                                    |  |  |  |  |  |  |  |  |  |  |  |  |  |  |  |
|  |                                                    |  |  |  |  |  |  |  |  |  |  |  |  |  |  |  |
|  | 18. Augusto III de Polonia                         |  |  |  |  |  |  |  |  |  |  |  |  |  |  |  |
|  |                                                    |  |  |  |  |  |  |  |  |  |  |  |  |  |  |  |
|  |                                                    |  |  |  |  |  |  |  |  |  |  |  |  |  |  |  |
|  | 9. María Amalia de Sajonia (= 25 = 29)             |  |  |  |  |  |  |  |  |  |  |  |  |  |  |  |
|  |                                                    |  |  |  |  |  |  |  |  |  |  |  |  |  |  |  |
|  |                                                    |  |  |  |  |  |  |  |  |  |  |  |  |  |  |  |
|  | 19. María Josefa de Austria                        |  |  |  |  |  |  |  |  |  |  |  |  |  |  |  |
|  |                                                    |  |  |  |  |  |  |  |  |  |  |  |  |  |  |  |
|  |                                                    |  |  |  |  |  |  |  |  |  |  |  |  |  |  |  |
|  | 2. Francisco de Paula de España                    |  |  |  |  |  |  |  |  |  |  |  |  |  |  |  |
|  |                                                    |  |  |  |  |  |  |  |  |  |  |  |  |  |  |  |
|  |                                                    |  |  |  |  |  |  |  |  |  |  |  |  |  |  |  |
|  | 20. Felipe V de España (= 16).                     |  |  |  |  |  |  |  |  |  |  |  |  |  |  |  |
|  |                                                    |  |  |  |  |  |  |  |  |  |  |  |  |  |  |  |
|  |                                                    |  |  |  |  |  |  |  |  |  |  |  |  |  |  |  |
|  | 10. Felipe I de Parma (= 30)                       |  |  |  |  |  |  |  |  |  |  |  |  |  |  |  |
|  |                                                    |  |  |  |  |  |  |  |  |  |  |  |  |  |  |  |
|  |                                                    |  |  |  |  |  |  |  |  |  |  |  |  |  |  |  |
|  | 21. Isabel de Farnesio (= 17).                     |  |  |  |  |  |  |  |  |  |  |  |  |  |  |  |
|  |                                                    |  |  |  |  |  |  |  |  |  |  |  |  |  |  |  |
|  |                                                    |  |  |  |  |  |  |  |  |  |  |  |  |  |  |  |
|  | 5. María Luisa de Parma (= 15)                     |  |  |  |  |  |  |  |  |  |  |  |  |  |  |  |
|  |                                                    |  |  |  |  |  |  |  |  |  |  |  |  |  |  |  |
|  |                                                    |  |  |  |  |  |  |  |  |  |  |  |  |  |  |  |
|  | 22. Luis XV de Francia                             |  |  |  |  |  |  |  |  |  |  |  |  |  |  |  |
|  |                                                    |  |  |  |  |  |  |  |  |  |  |  |  |  |  |  |
|  |                                                    |  |  |  |  |  |  |  |  |  |  |  |  |  |  |  |
|  | 11. Luisa Isabel de Francia (= 31)                 |  |  |  |  |  |  |  |  |  |  |  |  |  |  |  |
|  |                                                    |  |  |  |  |  |  |  |  |  |  |  |  |  |  |  |
|  |                                                    |  |  |  |  |  |  |  |  |  |  |  |  |  |  |  |
|  | 23. María Leszczynska                              |  |  |  |  |  |  |  |  |  |  |  |  |  |  |  |
|  |                                                    |  |  |  |  |  |  |  |  |  |  |  |  |  |  |  |
|  |                                                    |  |  |  |  |  |  |  |  |  |  |  |  |  |  |  |
|  | 1. Isabel Fernanda de Borbón                       |  |  |  |  |  |  |  |  |  |  |  |  |  |  |  |
|  |                                                    |  |  |  |  |  |  |  |  |  |  |  |  |  |  |  |
|  |                                                    |  |  |  |  |  |  |  |  |  |  |  |  |  |  |  |
|  | 24. Carlos III de España (= 8 = 28).               |  |  |  |  |  |  |  |  |  |  |  |  |  |  |  |
|  |                                                    |  |  |  |  |  |  |  |  |  |  |  |  |  |  |  |
|  |                                                    |  |  |  |  |  |  |  |  |  |  |  |  |  |  |  |
|  | 12. Fernando I de las Dos Sicilias                 |  |  |  |  |  |  |  |  |  |  |  |  |  |  |  |
|  |                                                    |  |  |  |  |  |  |  |  |  |  |  |  |  |  |  |
|  |                                                    |  |  |  |  |  |  |  |  |  |  |  |  |  |  |  |
|  | 25. María Amalia de Sajonia (= 9 = 29).            |  |  |  |  |  |  |  |  |  |  |  |  |  |  |  |
|  |                                                    |  |  |  |  |  |  |  |  |  |  |  |  |  |  |  |
|  |                                                    |  |  |  |  |  |  |  |  |  |  |  |  |  |  |  |
|  | 6. Francisco I de las Dos Sicilias                 |  |  |  |  |  |  |  |  |  |  |  |  |  |  |  |
|  |                                                    |  |  |  |  |  |  |  |  |  |  |  |  |  |  |  |
|  |                                                    |  |  |  |  |  |  |  |  |  |  |  |  |  |  |  |
|  | 26. Francisco I del Sacro Imperio Romano Germánico |  |  |  |  |  |  |  |  |  |  |  |  |  |  |  |
|  |                                                    |  |  |  |  |  |  |  |  |  |  |  |  |  |  |  |
|  |                                                    |  |  |  |  |  |  |  |  |  |  |  |  |  |  |  |
|  | 13. María Carolina de Austria                      |  |  |  |  |  |  |  |  |  |  |  |  |  |  |  |
|  |                                                    |  |  |  |  |  |  |  |  |  |  |  |  |  |  |  |
|  |                                                    |  |  |  |  |  |  |  |  |  |  |  |  |  |  |  |
|  | 27. María Teresa I de Austria                      |  |  |  |  |  |  |  |  |  |  |  |  |  |  |  |
|  |                                                    |  |  |  |  |  |  |  |  |  |  |  |  |  |  |  |
|  |                                                    |  |  |  |  |  |  |  |  |  |  |  |  |  |  |  |
|  | 3. Luisa Carlota de las Dos Sicilias               |  |  |  |  |  |  |  |  |  |  |  |  |  |  |  |
|  |                                                    |  |  |  |  |  |  |  |  |  |  |  |  |  |  |  |
|  |                                                    |  |  |  |  |  |  |  |  |  |  |  |  |  |  |  |
|  | 28. Carlos III de España (= 8).                    |  |  |  |  |  |  |  |  |  |  |  |  |  |  |  |
|  |                                                    |  |  |  |  |  |  |  |  |  |  |  |  |  |  |  |
|  |                                                    |  |  |  |  |  |  |  |  |  |  |  |  |  |  |  |
|  | 14. Carlos IV de España (= 4)                      |  |  |  |  |  |  |  |  |  |  |  |  |  |  |  |
|  |                                                    |  |  |  |  |  |  |  |  |  |  |  |  |  |  |  |
|  |                                                    |  |  |  |  |  |  |  |  |  |  |  |  |  |  |  |
|  | 29. María Amalia de Sajonia (= 9).                 |  |  |  |  |  |  |  |  |  |  |  |  |  |  |  |
|  |                                                    |  |  |  |  |  |  |  |  |  |  |  |  |  |  |  |
|  |                                                    |  |  |  |  |  |  |  |  |  |  |  |  |  |  |  |
|  | 7. María Isabel de España                          |  |  |  |  |  |  |  |  |  |  |  |  |  |  |  |
|  |                                                    |  |  |  |  |  |  |  |  |  |  |  |  |  |  |  |
|  |                                                    |  |  |  |  |  |  |  |  |  |  |  |  |  |  |  |
|  | 30. Felipe I de Parma (= 10).                      |  |  |  |  |  |  |  |  |  |  |  |  |  |  |  |
|  |                                                    |  |  |  |  |  |  |  |  |  |  |  |  |  |  |  |
|  |                                                    |  |  |  |  |  |  |  |  |  |  |  |  |  |  |  |
|  | 15. María Luisa de Parma (= 5).                    |  |  |  |  |  |  |  |  |  |  |  |  |  |  |  |
|  |                                                    |  |  |  |  |  |  |  |  |  |  |  |  |  |  |  |
|  |                                                    |  |  |  |  |  |  |  |  |  |  |  |  |  |  |  |
|  | 31. Luisa Isabel de Francia (= 11).                |  |  |  |  |  |  |  |  |  |  |  |  |  |  |  |
|  |                                                    |  |  |  |  |  |  |  |  |  |  |  |  |  |  |  |
|  |                                                    |  |  |  |  |  |  |  |  |  |  |  |  |  |  |  |